# Fuji (technique)
Pour les articles homonymes, voir Fuji.

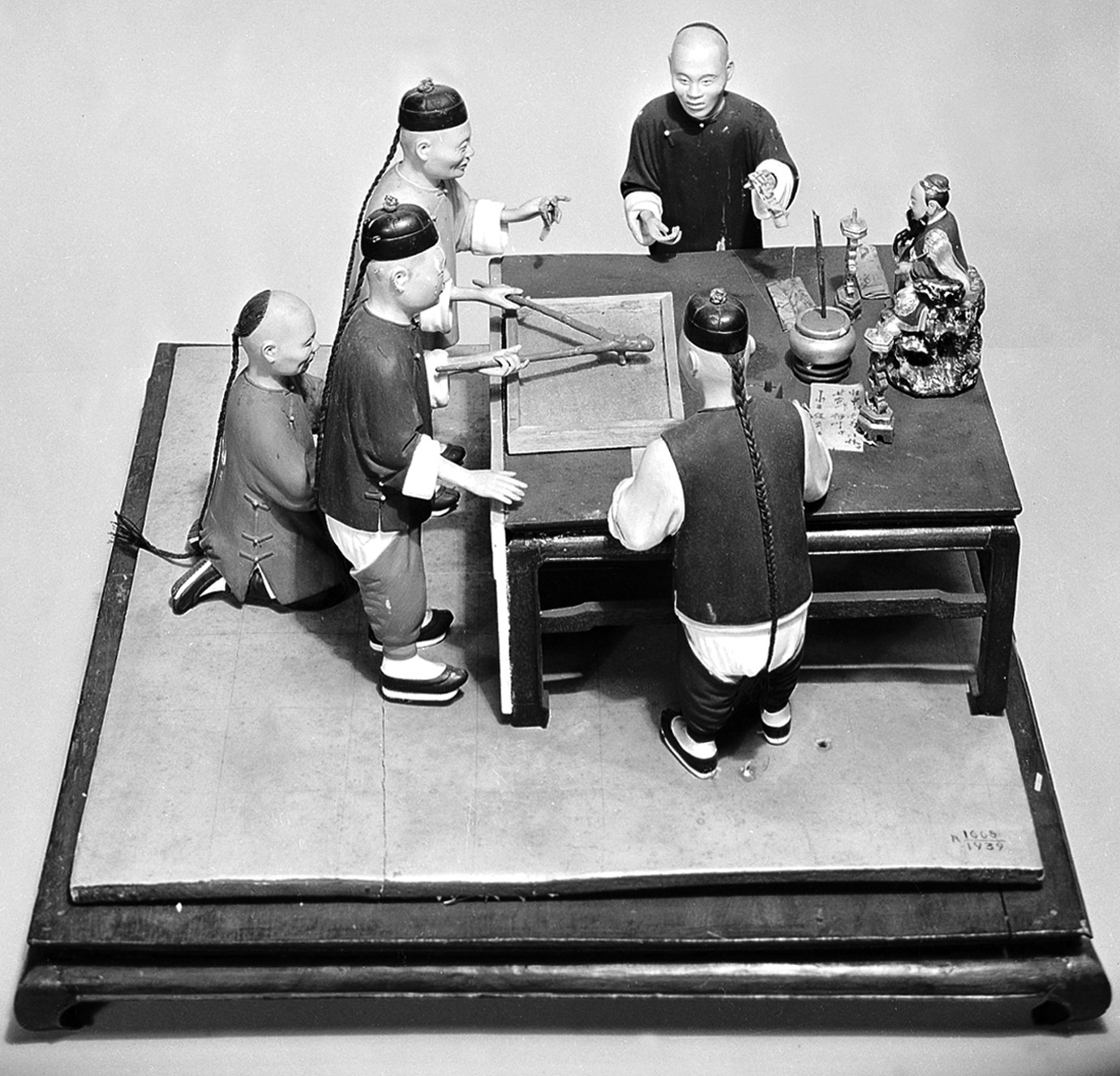
Figurines représentant une scène de fuji pour communiquer avec le dieu de la médecine

Le fuji 扶乩 (lit. soutenir la planchette) traduit en français par "écriture inspirée" ou 扶箕 (lit. soutenir le tamis) est une pratique du taoïsme, de la religion populaire chinoise, et de certaines nouvelles religions chinoises comme le Tiandijiao ou le Yiguandao par laquelle une divinité ou un esprit est censé guider avec différents objets qui sont souvent une planchette ou un tamis en rotin, l’écriture d’un texte révélé ou divinatoire dans du sable ou de la cendre d’encens. Le caodaïsme et d'autre mouvements religieux vietnamiens utilisent ou ont utilisé également ce procédé. Ces pratiques sont très proches du spiritisme et de l'écriture automatique.
La technique est aussi connue sous d’autres noms, dont fuluan 扶鸞 (lit. soutenir l’« oiseau luan », un oiseau fabuleux messager de la déesse Xiwangmu), feiluan 飛鸞 « vol de l’oiseau », jiangluan 降鸞 « descente de l’oiseau », ou qingxian 請仙 « inviter l’immortel ».
Le canon taoïste contient de nombreux textes réputés avoir été écrits de cette manière.

## Processus
Le dispositif est placé devant l'autel. Une divinité est invitée au cours de la cérémonie qui précède la dictée, dont la vitesse varie de deux à cinq mots par minute. Deux personnes appelées jishou (乩手), dont un médium, tiennent la planchette et un stylet en forme de « y » constitué d’une branchette de pêcher et d’une branchette de saule liées. Les mouvements de la planchette guident le stylet qui trace les caractères. Une personne (dujizhe 讀乩者) incante le texte qu’un scribe (chaojizhe 抄乩者 ) enregistre. Entre chaque séance, un assistant (pingsha 平沙) nivèle le sable.
Il existe des variantes de détail, en particulier en ce qui concerne le nombre de participants et leur appellation.
Les textes, appelés jiwen 乩文 {cantonais keiman) baozi 報字 ou luwen 錄文, varient en contenu et en longueur, certains temples se spécialisant dans un sujet et une divinité. Les demandes de renseignements des croyants peuvent être écrites et placées sur les autels devant la divinité.

## Historique
Une pratique semblable associée à la déesse des latrines, Zigu 紫姑 (la jeune fille violette), est mentionnée sous les Song, entre autres par Shen Kuo et Su Shi. Il semble que cette pratique soit même devenue une sorte de loisir pratiqué dans la haute société, comme on peut le voir dans le Yijianzhi 夷堅志 de Hong Mai 洪邁 (1123-1202), qui relate les coutumes urbaines de l’époque.
La pratique était très courante sous les Ming. L’empereur Jiajing lui-même avait fait installer un autel jitan 乩壇 consacré à ce type de divination dans la Cité interdite. Les Qing prohibèrent officiellement cette pratique mais ne l’éradiquèrent pas. Elle subsiste au XXIe siècle dans presque tous les pays où est présente la diaspora chinoise comme Taïwan et Hong Kong, en Malaisie, en Thaïlande et dans certains temples populaires de Chine.